# Glypta succineipennis
Glypta succineipennis är en stekelart som beskrevs av Henry Lorenz Viereck 1905. Glypta succineipennis ingår i släktet Glypta och familjen brokparasitsteklar. Inga underarter finns listade i Catalogue of Life.